# Красноголовый меланерпес
Красноголовый меланерпес, или красноголовый дятел (лат. Melanerpes erythrocephalus) — птица из рода дятлов-меланерпесов. Распространена в Северной Америке на территории США и Канады, где населяет различные ландшафты с древесной растительностью, в том числе в городской черте. Обладает характерной трёхцветной окраской с чётко обозначенными границами, благодаря чему легко определяется даже любителями. Питается в основном беспозвоночными и семенами различных растений (включая культурные). Гнездится в дуплах, которые выщипывает в стволах и ветвях полностью или частично гнилых деревьев. Уязвимый вид, основные угрозы связаны с облагораживанием лесов, их исчезновением и фрагментацией.

## Описание
Величиной с большого пёстрого дятла: длина 19—23 см, размах крыльев около 42 см, масса 56—91 г. Оперение взрослой птицы состоит из однотонных участков красного, чёрного и белого цветов, имеющих чёткие границы. В ярко-красный цвет окрашены голова, шея, горло и передняя часть груди; в редких случаях можно заметить несколько перьев оранжевого или жёлтого цвета. Нижняя часть груди, брюхо и подхвостье окрашены в белый цвет, на границе красного и белого развита тонкая полоса чёрных перьев в форме перевязи. Плечи, верхняя часть спины и кроющие крыла чёрные с синим металлическим блеском, нижняя часть спины и надхвостье белые. Первостепенные тёмно-бурые матовые, второстепенные белые. Рулевые кроме внешней пары чёрно-бурые со слабым металлическим блеском, крайние рулевые — белые. Половой диморфизм проявляется только в размерах: самки немного мельче самцов. Молодые птицы окрашены более скромно, чем их родители, хоть и имеют тот же характерный рисунок. Красный цвет сменяется серо-коричневым с тёмными пестринами, блестящий чёрный — чёрно-бурым со светлыми пестринами. Белые участки оперения такие же, как у взрослых, только по заднему краю крыла заметны чёрные пятнышки.

## Распространение

### Ареал
Красноголовый меланерпес распространён в Северной Америке на территории США и Канады. Численность в Канаде оценивается в менее чем 1 % от общей популяции; птицы гнездятся в южной части страны в Саскачеване (к югу от Принс-Альберта), Манитобе (районы озёр Дофин и Виннипег), Онтарио (южнее залива Джорджиан-Бей) и очень редко в Квебеке (в долине реки Святого Лаврентия). В США дятел встречается почти во всех штатах от Атлантического побережья к западу до Монтаны, Колорадо и Нью-Мексико (в частности, до подножий Скалистых гор). На востоке его нет лишь в Новой Англии и на самом юге Флориды.
Частично перелётный вид. Склонность к миграции возрастает в годы неурожая желудей и орехов, в то же время в годы их изобилия большинство птиц остаётся зимовать на гнездовых участках либо откочёвывает на небольшие расстояния. Направление осенней миграции — с севера на юг и с запада на восток, зимние стации почти повсеместно расположены в пределах гнездового ареала. Осеннее движение продолжается с конца августа по начало ноября с пиком в сентябре, весенняя — начиная с середины февраля, достигая апогея в конце апреля и первой половине мая.

### Места обитания

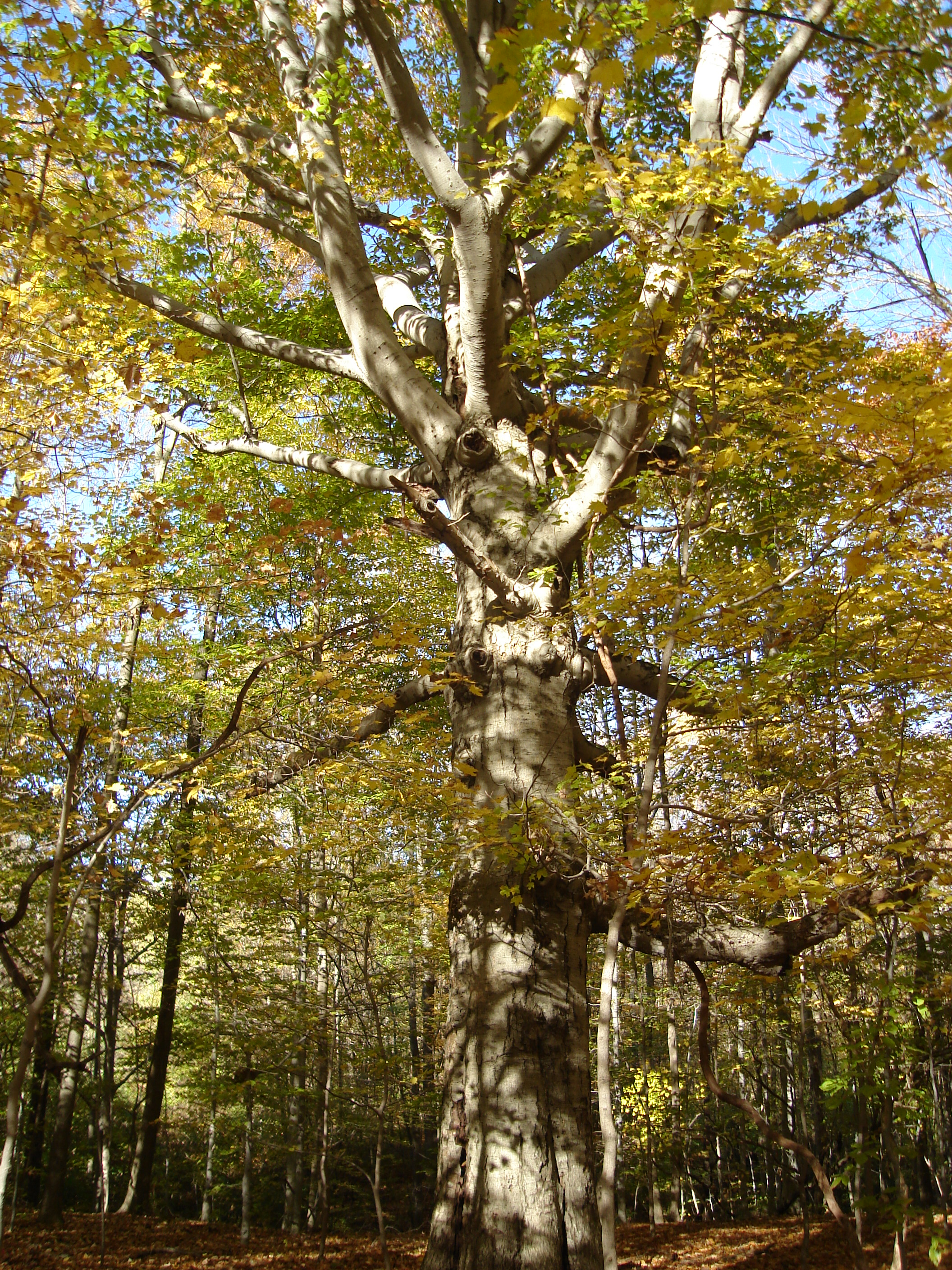
Лес с преобладанием бука крупнолистного — типичный биотоп дятла

Населяет зрелые равнинные леса с преобладанием бука, дуба или сосны, галерейные леса, заросшие болота, редколесья, лесостепи, гари. Охотно селится в парковой зоне населённых пунктов и по окраинам сельхозугодий. Летом добывает корм не только в лесу, но также на близлежащих открытых ландшафтах, в том числе на горных лугах, пастбищах и полях для гольфа. Непременное условие в летний период — наличие деревьев с участками сухой загнивающей древесины для устройства гнезда и свободных от густого подлеска участков земли, зимой — изобилие высоких спелых деревьев. В лесах с высокой сомкнутой кроной, равно как с густым травянистым покровом, встречается редко. В сравнении с каролинским меланерпесом выбирает более светлые и открытые ландшафты с негустым подлеском. В районах пересечения ареала с краснолицым меланерпесом красноголовый концентрируется в галерейных лесах, тогда как последний тяготеет к фермам и лесным опушкам.

## Питание

### Рацион
Выбор кормов один из наиболее широких среди всех дятловых птиц, при этом соотношение между их категориями изменяется в течение года: весной и начале лета преобладает животная пища, зимой растительная (в год растительные корма занимают около двух третей суммарного объёма). Из животной пищи в источниках обычно фигурируют жуки на всех стадиях развития, муравьи, осы, клопы, кузнечики, сверчки, бабочки (в том числе гусеницы), пауки, многоножки, земляные черви, небольшие грызуны и ящерицы, а также яйца и птенцы мелких птиц. В отличие от многих других представителей семейства, летающие насекомые становятся добычей гораздо чаще, чем древесные. Список растительных кормов включает в себя семена различных растений (в первую очередь жёлуди и буковые орешки), зёрна кукурузы, ягоды кизила, земляники, малины, ежевики, смородины, бузины и гейлюссакии, плоды черёмухи поздней и виргинской, винограда, яблони, груши, азимины и пекана. В разгар зимы, когда большинство кормов не доступно, дятел переключается на семена клёна. Наконец, дятел употребляет в пищу древесный сок.

### Добывание корма
Наиболее заметная тактика добывания корма в тёплое время года — так называемый «мухоловковый» способ, при котором птица сидит на ветке и караулит пролетающих мимо насекомых (подобное кормовое поведение также характерно для краснолицего меланерпеса). При появлении добычи птица соскакивает с присады, хватает её на лету и возвращается на прежнее место. Этот способ чередуется с высматриванием добычи на ветвях деревьев. Меланерпес исследует не только толстые ветви, но также и тонкие веточки, подвешиваясь к ним наподобие синиц. Время от времени дятел спускается на землю и прыжками передвигается по ней, высматривая очередную жертву в редкой траве либо среди лесной подстилки. Птица агрессивно относится к гнездящимся по соседству мелким птицам, в том числе к гнездящимся в дуплах (например, древесной американской ласточке, балтиморской иволге, королевскому и желтобрюхому тиранну, восточному фебу и даже более крупной хохлатой желне). При необходимости она способна расширить слишком узкий леток, после чего расклевать кладку или убить потомство. Долбление коры для поиска спрятавшихся под ней насекомых больше характерно для зимы, когда ведущая открытый образ жизни живность отсутствует. Жёлуди и другие плоды добывает как на деревьях, так и с поверхности земли.
Меланерпес активно запасает корм на зиму. Жёлуди, орехи и членистоногих прячет в расщелинах коры и пустотах естественного происхождения, снаружи маскируя их кусочками коры или щепками. Если добыча по размеру не помещается целиком, дятел предварительно долбит её на части. Некоторые жуки и кузнечики попадают в «кладовую» ещё живыми, при этом неспособны самостоятельно выбраться наружу.
Клюв красноголового дятла, долбящего кору дерева, движется со скоростью 20,9 км/ч, отчего мозг птицы, когда голова отбрасывается назад, испытывает отрицательное ускорение g=10.

## Размножение

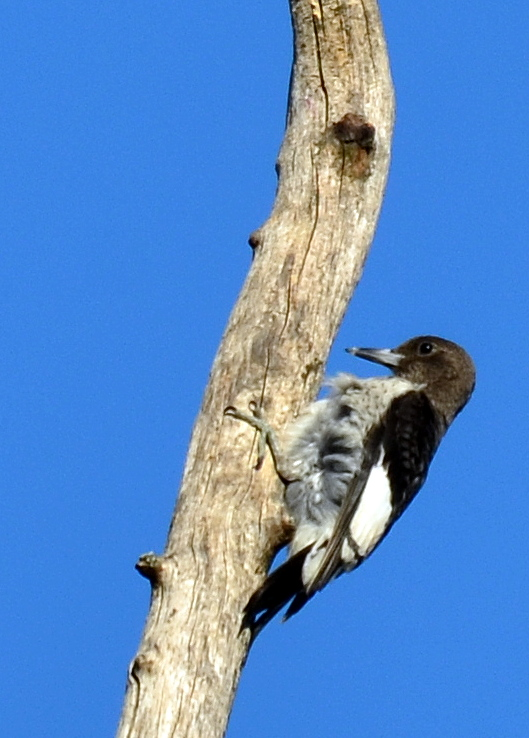
Молодая птица

Территориальная птица, ревностно охраняет гнездовой участок в течение всего года не только от особей того же вида, но и некоторых других птиц, в том числе золотого шилоклювого дятла и каролинского меланерпеса. С другой стороны, дятел нередко вытесняется со своего гнезда не менее агрессивным обыкновенным скворцом, который не является исконно американской птицей, а был интродуцирован человеком в XIX веке. Тем не менее, наблюдения показывают, что изредка птица всё же делит одно дерево с перечисленными птицами, а также воробьиной пустельгой и летучей мышью индианской ночницей.
Сезон размножения с апреля по сентябрь, большинство пар успевают вывести потомство в период с мая по июнь. Около половины пар откладывают повторно. Моногам; многие пары воссоединяются заново на том же самом участке после возврата из зимней миграции. Гнездо устраивает в дупле, которое выдалбливают самец и самка (большую часть работы выполняет самец) в погибшем дереве или гнилой части живого дерева, редко в искусственном сооружении (столбе, изгороди, стене дома и т. п.) или дуплянке. Процесс строительства обычно продолжается от 12 до 17 дней, но в отдельных случаях может затянуться до семи недель. Глубина гнездовой камеры 20—60 см, диаметр летка 5—6 см. В кладке, как правило, от 4 до 7 яиц (в общем случае от 3 до 10) белого цвета. Насиживают поочерёдно обе птицы в течение 12—14 суток, в ночное время — только самец. Только появившиеся на свет птенцы слепые и не покрыты пухом, выкармливаются обоими родителями. Способность к полёту в большинстве случаев проявляется в возрасте от 24 до 27 дней, иногда до 31 дней. Научившись летать, птенцы ещё около 3—4 недель держатся возле гнезда, после чего рассеиваются.

## Природоохранный статус
В Международной красной книге красноголовый меланерпес признаётся видом, которому потенциально угрожает опасность исчезновения (категория NT). В настоящий момент основными угрозами считаются удаление мёртвых деревьев и сучьев в урбанизированных районах и вырубка лесов под дальнейшее использование территорий в хозяйственных нуждах. Немало птиц погибает при столкновении с автомобилем. Во второй половине XIX веке дятел считался сельскохозяйственным вредителем и преследовался. По некоторым оценкам, значительному уменьшению численности также способствовала эпифитотия так называемой «голландской болезни вяза», которая в свою очередь была вызвана появлением в XX веке на американском континенте чужеродных грибков из рода Ophiostoma. В 1940-е — 1960-е годы негативную роль сыграло использование ДДТ в сельском хозяйстве как вследствие уменьшения количества насекомых (основной кормовой базы), так и вследствие негативного воздействия на развитие яиц (скорлупа становилась хрупкой и часто преждевременно разрушалась).

## Галерея

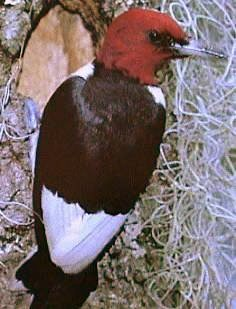
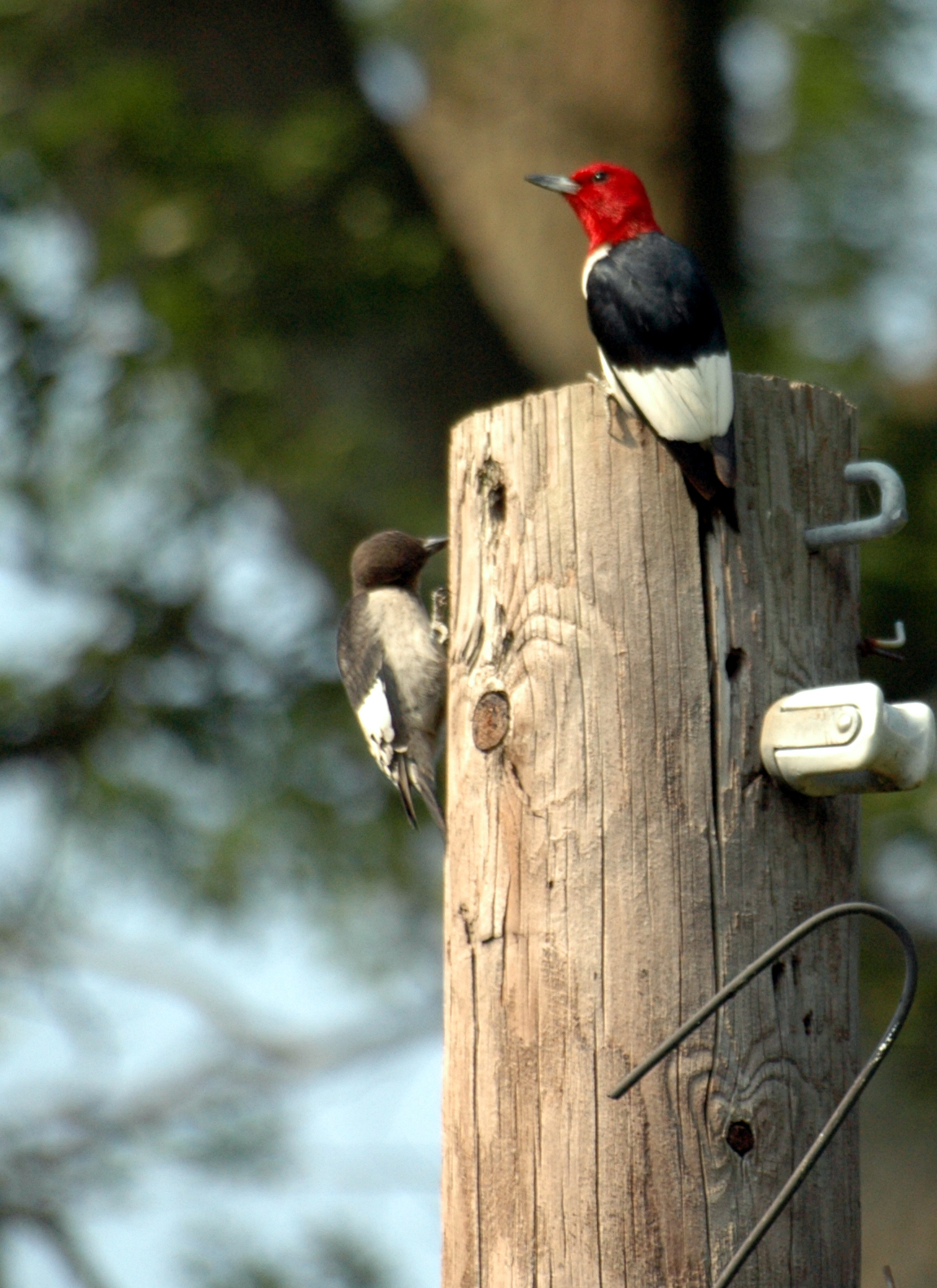
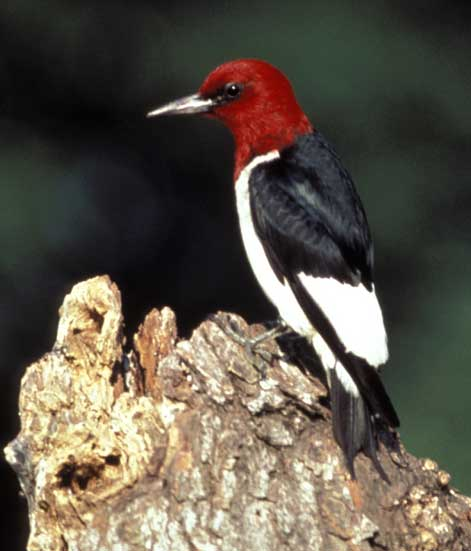